# Peristylus forrestii
Peristylus forrestii är en orkidéart som först beskrevs av Rudolf Schlechter, och fick sitt nu gällande namn av Kai Yung Lang. Peristylus forrestii ingår i släktet Peristylus och familjen orkidéer. Inga underarter finns listade i Catalogue of Life.